# Giovanni Pietro Berti
Pour les articles homonymes, voir Berti.
Giovanni Pietro Berti (1590 - Venise, 1638) est un chanteur, organiste et compositeur italien de la période baroque.

## Biographie
Après avoir été formé comme chanteur au sein du chœur de San Marco de Venise, il y travaille ensuite, comme ténor dès février 1616, sous la direction de Claudio Monteverdi. En remplacement de P. Giusti, et malgré la candidature de Giovanni Picchi, Francesco Usper et Giovanni Battista Locatelli, il est nommé second organiste de San Marco, le 16 septembre 1624 ; poste qu'il conserve jusqu'à sa mort. Il est remplacé par Francesco Cavalli.
Ses recueils de Cantade et arie ad una voce sola représentent la première apparition de la dénomination Cantate, même si le forme n'est pas encore l'alternance de récitatifs et arias, mais fait de passages chantés et de ritournelles instrumentales. Généralement le texte musical utilisé, reste inchangé pour plusieurs strophes du texte poétique.
Berti est l'un des plus vieux compositeurs vénitien – après Alessandro Grandi – où apparaît la monodie (aux côtés de Bartolomeo Barbarino et Carlo Milanuzzi), ce qui fait de lui l'un des plus importants compositeurs de chant profane de son temps. Outre le titre, le terme n'est spécifiquement indiqué qu'avec Oh con quanta vaghezza, contenu dans le premier livre.

## Œuvres
Environ cinquante œuvres sont connues de Berti de nos jours. Les deux recueils ont été publiés et compilés par l'éditeur Alessandro Vincenti, après un recueil au titre similaire d'Alessandro Grandi. Les recueils sont dédiés à un noble, Valerio Michiel.
- Cantade et arie ad una voce sola con alcune un doi, commode parce cantarsi nel clavicembalo chitarrone dell'Alfabetto per la chitarra spagnola (Alessandro Vincenti, Venise 1624)
- Cantade et arie… libro secondo (Alessandro Vincenti, Venise 1627)
- Deux chansons, contenues dans : Carlo Milanuzzi, Quarto scherzo ariose delle vaghezze (Venise 1624)[1]
- Une chanson, contenue dans : Alessandro Vincenti, Arie di diverse (1634)[2]
- Trois motets, dont Hodie apparuerunt Delitiæ, dans : Leonardo Simonetti, Ghirlanda sacra (1625 ; réimpression 1646) et en manuscrit[1]